# Ghetto de Novogroudok
| \| Novogroudok \| Localisation de Novogroudok sur la carte de la Biélorussie. |
| Novogroudok                                                                   |

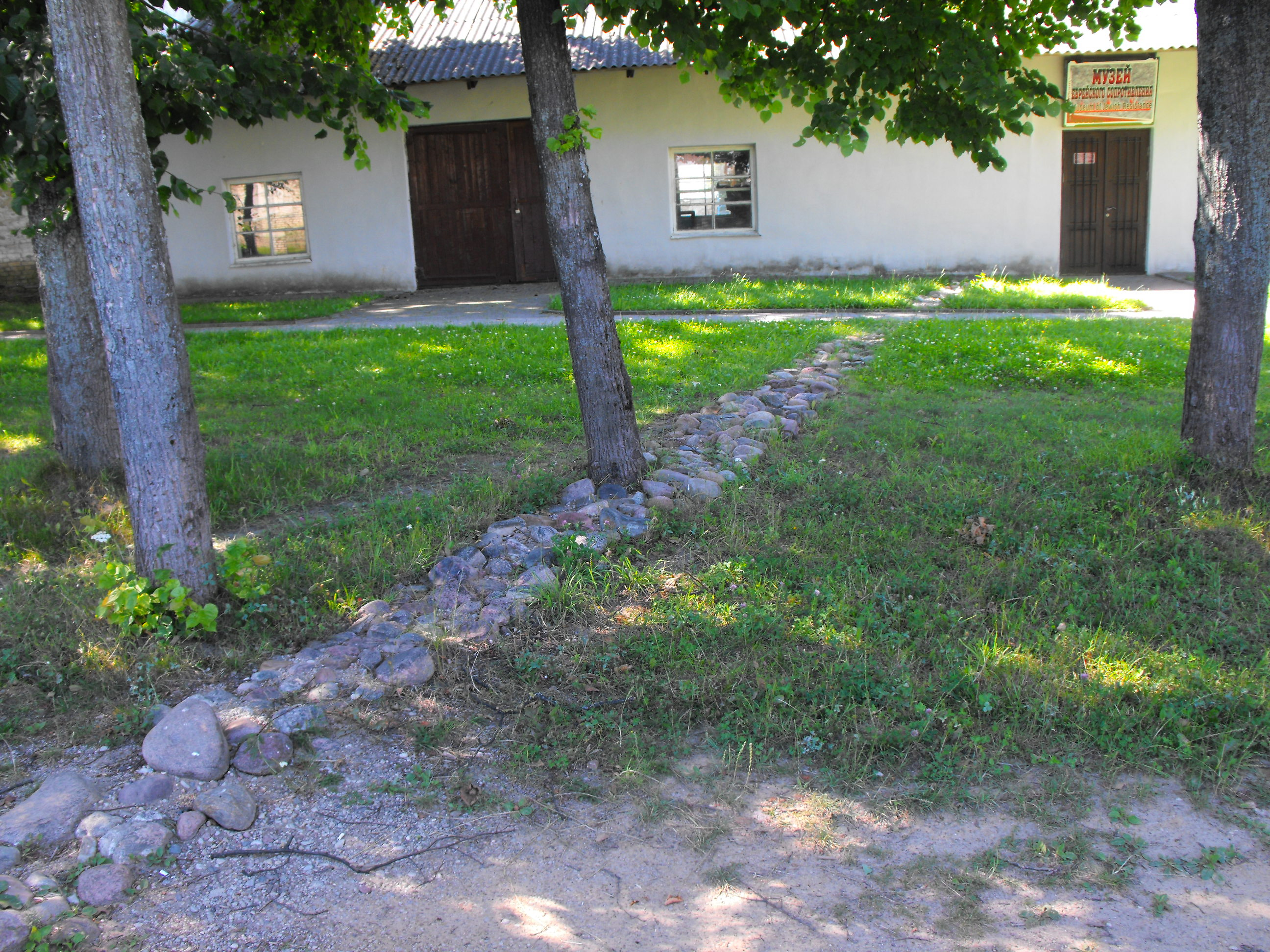
Jalons d'une partie du tunnel creusé par les prisonniers, en 1943, à Novogroudok pour s'échapper du ghetto.

Le Ghetto de Novogroudok (décembre — automne 1943) (en biélorusse : Навагрудак / Navahroudak ; en polonais : Nowogródek) est un quartier de la ville de Novogroudok (Voblast de Hrodna) en Biélorussie où furent déplacés sous la contrainte les Juifs de cette ville et des environs, à l'époque de la Seconde Guerre mondiale, suivant le processus de la Shoah, durant l'occupation des territoires de l'URSS par les forces du Troisième Reich.

## Occupation de la ville et création du Ghetto
La ville fut occupée par les forces armées allemandes pendant trois ans : du 4 juillet 1941 au 8 juillet 1944.
Dès la prise de la ville les nazis chassèrent une centaine de Juifs dans la rue, les mirent en rang et les fusillèrent. Début décembre 1941 les Juifs furent obligés de se rassembler au tribunal de la ville. Ils y furent enfermés et durent y passer la nuit. Le matin du 8 décembre, des véhicules chargèrent les uns après les autres les Juifs vers le camp militaire. Toute la journée, furent entendus les bruits de la fusillade en provenance de ce camp. C'est ainsi que sur les 7 000 Juifs qui vivaient avant-guerre, il n'en resta plus vivants qu'environ 2 000 à 2 500.
Le nombre de morts s'éleva à 4 500 Juifs.
Les Juifs qui restaient en vie en décembre 1941 furent rassemblés dans deux ghettos : dans les rues Peresietskaïa et Minskaïa. Ces ghettos furent entourés de palissades en bois, renforcées par du fil de fer barbelé. Pour le travail, les Juifs allaient en ville.

## Destruction du ghetto

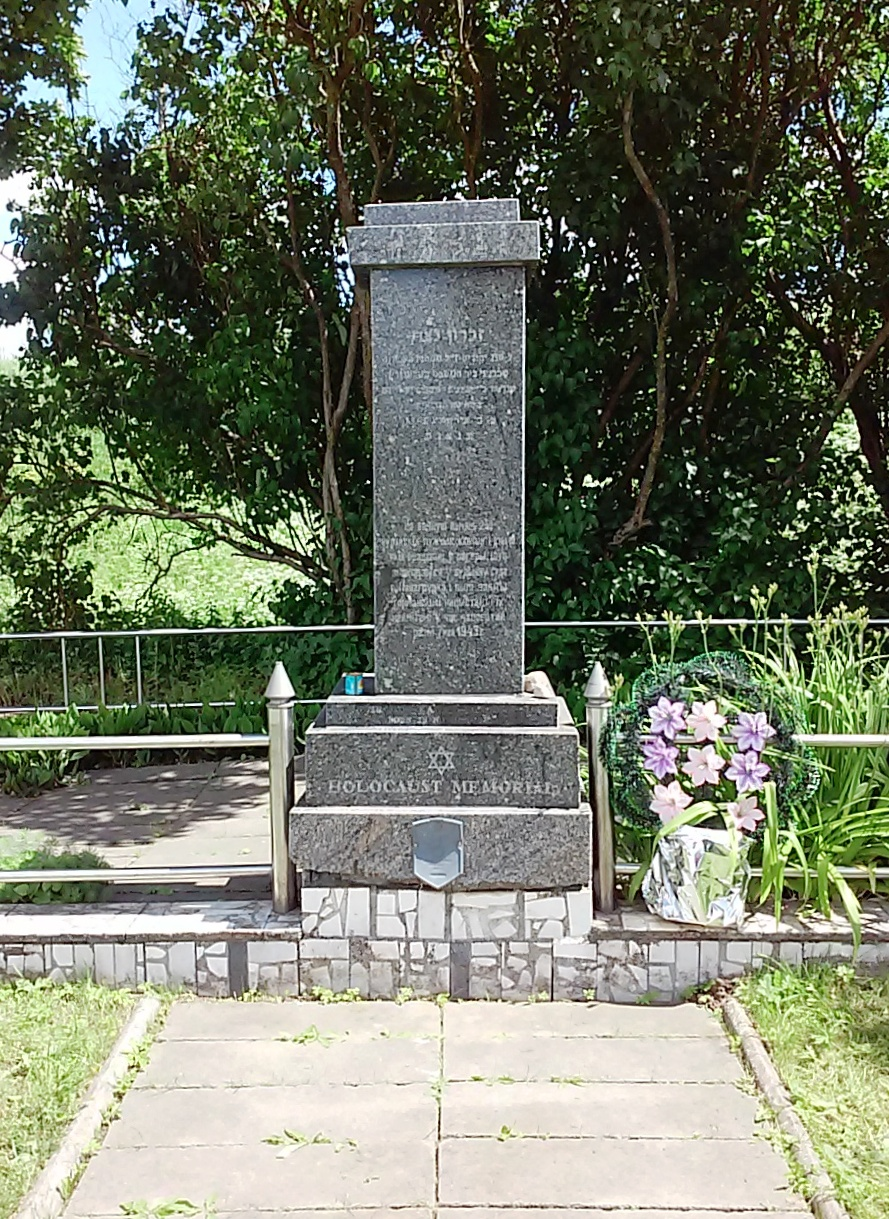
Monument au bout de la rue Minska.

Entre décembre 1941 et l'automne 1943, en tout 10 000 Juifs furent exterminés à Novogroudok,. Les exécutions eurent lieu pour la plupart dans le village de Selets, sur la chaussée de Minsk.
Après le 8 décembre 1941 (premier jour de l'extermination de masse qui fit 4 500 morts), 2 990 Juifs furent encore assassinés durant les années 1942 et 1943.
La veille de la seconde « action » (c'est par un tel euphémisme que les nazis désignaient l'organisation de massacres de masse), dans le ghetto à Peresietskaïa le 7 août 1942, de nouvelles cartes de travail furent distribuées aux meilleurs artisans spécialisés. Les prisonniers du camp raccommodaient les uniformes de la Wehrmacht et cousaient des vêtements pour les gens de l'administration allemande sans quitter les murs du ghetto. Au début le ghetto était de type « ouvert ».
Le 7 mai 1943, 300 personnes furent fusillées, surtout des femmes et des enfants. Le ghetto de la rue Minskaïa fut à moitié détruit à l'automne 1943, tandis que celui de la rue Peresietskaïa le fut déjà en juillet 1942.
Les forces de la Wehrmacht prirent une part active à la destruction du ghetto de Novogroudok : la 7e compagnie et le 11e bataillon lituanien du 727e régiment d'infanterie apportèrent leur appui à l'extermination de 3 000 Juifs de Novogroudok,.

## Résistance et évasions
À la mi-mai 1943, les derniers prisonniers survivants commencèrent à creuser un tunnel de 250 mètres de long sur 60 centimètres de hauteur, courant à 1,5 mètre sous terre, et donnant ainsi accès à l'extérieur du ghetto. Le 26 septembre 1943 ils réalisèrent leur évasion par ce passage,.
Plus de 150 Juifs s'échappèrent et survécurent ainsi puis rejoignirent les Partisans Bielski. Quelques dizaines se joignirent à d'autres groupes de résistance.
Les volontaires choisirent un jour de pluie pour organiser l'évasion par le tunnel. Pour augmenter le fracas du déluge certains avaient dévissé les fixations
qui retenaient la tôle ondulée sur le toit du baraquement. Le nombre de volontaires pour l'évasion s'accrut de ceux qui changèrent d'avis au dernier moment et passa à 240. Jusque-là, une cinquantaine de Juifs avaient préféré s'abstenir de cette opération par crainte d'effondrement ou par crainte de réaction des Allemands avant la fin de l'opération. Une fois sortis du tunnel, l'instinct de survie ou l'ivresse de la liberté fit que tous se dispersèrent. Les yeux mal adaptés à la nuit après la clarté relative du tunnel firent que certains partirent dans la mauvaise direction. Sur les 240 près de 90 personnes furent abattues par les gardes. Les survivants se réfugièrent dans la forêt chez des paysans biélorusses qui les aidèrent à survivre.

## Mémoire
- Un des bâtiments du ghetto juif (64, rue Minskaïa), où, en automne 1943 les Juifs de Novogroudok creusèrent un tunnel qui leur permit de s'échapper a été transformé en « Musée juif de l'héroïsme ».
- Dans les années 1990, fut édifié un mémorial à l'endroit où eurent lieu 3 massacres de masse de Juifs.

### Sources
- (ru) Cet article est partiellement ou en totalité issu de l’article de Wikipédia en russe intitulé « Новогру́дское ге́тто » (voir la liste des auteurs).
- (ru) Адамушко В. И., Бирюкова О. В., Крюк В. П., Кудрякова Г. А. «Справочник о местах принудительного содержания гражданского населения на оккупированной территории Беларуси 1941-1944». — Мн.: Национальный архив Республики Беларусь, Государственный комитет по архивам и делопроизводству Республики Беларусь, 2001. — 158 с. — 2000 экз. —  (ISBN 985-6372-19-4) Références sur les lieux de maintien sous la contrainte des populations sur le territoire de la Biélorussie 1941-1944
- (ru) Национальный архив Республики Беларусь (НАРБ). — фонд 861, опись 1, дело 1, листы 33, 37, 37об[4] ;
- Государственный архив Российской Федерации (ГАРФ). — фонд 7021, опись 81, дело 102, листы 106, 108[4] ;

- Peter Duffy (trad. Oristelle Bonis, préf. Simone Veil), Les frères Bielski : la véritable histoire de trois frères qui défièrent les nazis, sauvèrent mille deux cents Juifs et bâtirent un village dans la forêt [« Bielski brothers »], Paris, Belfond, 2004, 424 p. (ISBN 978-2-7144-3849-2, OCLC 55236971)

### Biographie
- Jack Kagan, Dov Cohen et Tamara Vershitskaya (avant-propos) (trad. Monique Chajmowiez), Endlösung" : la solution finale et la résistance Bielski en Biélorussie [« Surviving the holocaust with the Russian Jewish partisans »], Paris, L'Harmattan, coll. « Mémoires du XXe siècle », 2002, 368 p. (ISBN 978-2-7475-1307-4, OCLC 470381526), p. 83-84.
- (ru) Leonid Smilovitski (Смиловицкий, Леонид Львович|Л. Смиловицкий). «Катастрофа евреев в Белоруссии, 1941—1944 гг.», Тель-Авив, 2000

- (ru) Черноглазова Р. А., Хеер Х.|заглавие=Трагедия евреев Белоруссии в 1941— 1944 гг.: сборник материалов и документов|издание=Изд. 2-е, |éditions : Э. С. Гальперин|1997|pages=398| (ISBN 985627902X). (Tchernoglazova : Recueil de matériaux et documents.)